# محمد مكي
محمد مكي (17 سبتمبر 1989) لاعب كرة قدم بحريني يلعب حاليا لصالح نادي الدرجة الأولى الحد البحريني في مركز المهاجم من 2011.

## الإنجازات

### الأهلي
- الدرجة الأولى (1): 2010

### الحد
- الدرجة الأولى (1): 2016
- كأس ملك البحرين (1): 2015